# IEEE通信選域期刊
IEEE通信選域期刊（IEEE Journal on Selected Areas in Communications）是一份由IEEE通信學會（IEEE Communications Society）單月出版的同行評審科學期刊，期刊內文著重在电信領域方面的探討研究。本期刊成立於1983年，目前的主編為"穆里爾·梅德"(Muriel Médard)。根據期刊引证报告，本期刊在2012年的影响因子為<3.121>、特徵因子(eigenfactor)分值為<0.03366>，以及論文影響分值(article influence score)為<2.493>。

## 外部連結
- Journal page（页面存档备份，存于） at the University of San Diego
- Journal page（页面存档备份，存于） at the IEEE Communications Society